# Nektariusz (Kellis)
Nektariusz, gr. Nektarios Kellis (ur. 6 grudnia 1952 na Rodos, zm. 11 września 2004 w katastrofie śmigłowca na Morzu Egejskim) – grecki duchowny prawosławny.

## Życiorys
W młodym wieku emigrował wraz z rodzicami do Australii. Ukończył szkołę teologiczną przy Uniwersytecie w Atenach, następnie studiował teologię i filozofię na Uniwersytecie Flindersa w Adelajdzie (ukończył tam także studia podyplomowe z literatury). W 1978 został wyświęcony w Atenach na diakona, w 1981 w Adelajdzie na kapłana. Pracował w kilku parafiach australijskich, w latach 1983–1987 był sekretarzem archidiecezji australijskiej w Adelajdzie. W latach 1987–1995 był opatem i ojcem duchowym Świętego Monasteru św. Nektariusza w Adelajdzie, gdzie powołał do życia prawosławną bibliotekę oraz wydawał miesięczniki Agios Nektarios (w języku greckim) i Orthodox Messenger (w języku angielskim).
W czerwcu 1994 rozpoczął pracę misyjną na Madagaskarze. 23 września 1997 został wybrany na pierwszego biskupa prawosławnego na Madagaskarze, konsekrował go patriarcha Aleksandrii Piotr VII. Powołał do życia dwa klasztory (męski i żeński), jedno seminarium, dwa szpitale, siedem szkół podstawowych i jedną szkołę średnią oraz 49 parafii.
Zginął w katastrofie śmigłowca na Morzu Egejskim, kiedy wraz z patriarchą Piotrem VII i innymi hierarchami udawał się na górę Athos. Pochowany na Madagaskarze.